# Ao Vivo em Campo Grande Vol II
Ao Vivo em Campo Grande, Vol. II é o segundo álbum da dupla sertaneja brasileira Munhoz & Mariano, lançado em 15 de outubro de 2012 pela Som Livre..

## CD

### Faixas
| N.º | Título                                        | Compositor(es) | Duração |  |
| 1.  | "Camaro Amarelo"                              |                | 3:09    |  |
| 2.  | "Vai Embora Coração"                          |                | 2:59    |  |
| 3.  | "Casa Amarela" (Part. Fred & Gustavo)         |                | 2:36    |  |
| 4.  | "Força Estranha"                              |                | 3:18    |  |
| 5.  | "A Bela e o Fera"                             |                | 3:03    |  |
| 6.  | "Grita Amor"                                  |                | 3:00    |  |
| 7.  | "Dois Mundos" (Part. Maria Cecília & Rodolfo) |                | 3:01    |  |
| 8.  | "Vou Pegar Você e Tãe"                        |                | 3:03    |  |
| 9.  | "Momento Errado"                              |                | 2:30    |  |
| 10. | "Eu Te Avisei"                                |                | 2:50    |  |
| 11. | "Nuvem Negra"                                 |                | 3:19    |  |
| 12. | "Uma Saudade"                                 |                | 3:06    |  |
| 13. | "Balada Louca" (Part. João Neto & Frederico)  |                | 3:17    |  |
| 14. | "Assume"                                      |                | 3:15    |  |
| 15. | "Me Rendo a Você"                             |                | 2:51    |  |
| 16. | "Vem Cuidar do Seu Bebê"                      |                | 2:36    |  |

## DVD
O DVD têm produção musical assinada por Ivan Myazato. Segundo informações da assessoria de imprensa dos cantores, o projeto que possui uma megaestrutura, contou 150 profissionais envolvidos, 18 câmeras Full HD e um investimento em torno de dois milhões de reais.

### Faixas
| N.º | Título                                        | Duração |  |
| 1.  | "Abertura"                                    |         |  |
| 2.  | "Fim de Semana"                               |         |  |
| 3.  | "Camaro Amarelo"                              |         |  |
| 4.  | "Vai Embora, Coração"                         |         |  |
| 5.  | "Casa Amarela" (Part. Fred & Gustavo)         |         |  |
| 6.  | "Força Estranha"                              |         |  |
| 7.  | "Te Quero Bem"                                |         |  |
| 8.  | "A Bela e o Fera"                             |         |  |
| 9.  | "Grita Amor"                                  |         |  |
| 10. | "Dois Mundos" (Part. Maria Cecília & Rodolfo) |         |  |
| 11. | "Vou Pegar Você e Tãe"                        |         |  |
| 12. | "Momento Errado"                              |         |  |
| 13. | "Eu Te Avisei"                                |         |  |
| 14. | "Nuvem Negra"                                 |         |  |
| 15. | "Sorte Que a Gente Tem a Vida Inteira"        |         |  |
| 16. | "Uma Saudade"                                 |         |  |
| 17. | "Sexto Sentido"                               |         |  |
| 18. | "Balada Louca" (Part. João Neto & Frederico)  |         |  |
| 19. | "Assume"                                      |         |  |
| 20. | "Me Rendo a Você"                             |         |  |
| 21. | "Vem Cuidar do Seu Bebê"                      |         |  |
| 22. | "Sonho Bom"                                   |         |  |